# (17185) Mcdavid
(17185) Mcdavid (1999 VU23) – planetoida z pasa głównego asteroid okrążająca Słońce w ciągu 4,11 lat w średniej odległości 2,56 j.a. Odkryta 14 listopada 1999 roku.